# Guido Henke

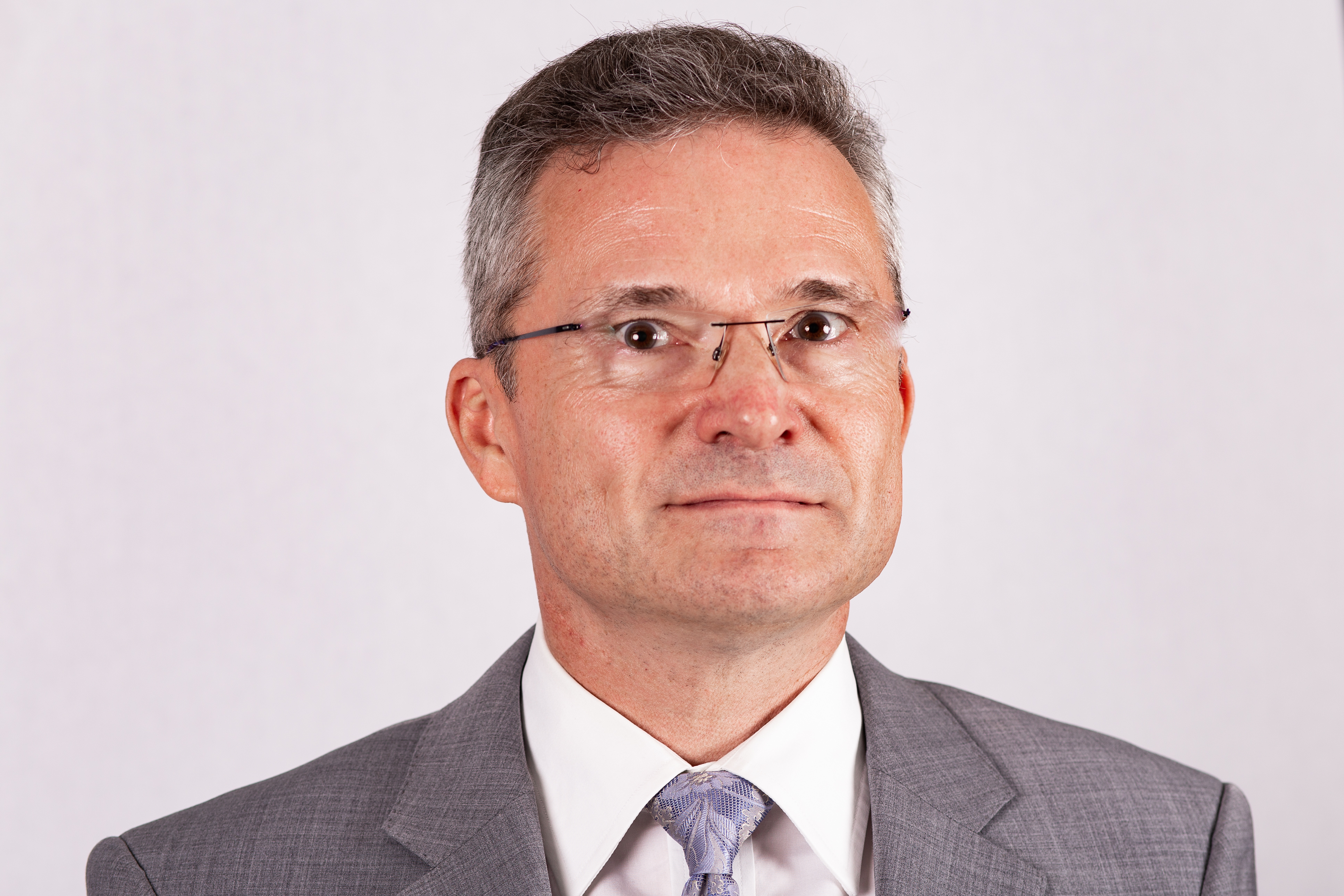
Guido Henke 2018

Guido Henke (* 14. September 1964 in Haldensleben) ist ein deutscher Politiker (Die Linke) und Mitglied des Landtages von Sachsen-Anhalt.

## Leben und Beruf
Guido Henke beendete 1983 seine Schullaufbahn mit dem Abitur und absolvierte von 1983 bis 1986 seinen Wehrdienst beim Wachregiment „Feliks Dzierzynski“, einer Struktureinheit des Ministeriums für Staatssicherheit (MfS). Es folgte ein Studium der Rechtswissenschaften mit dem Abschluss als Diplom-Jurist. Von 1990 bis 1993 arbeitete Henke als wissenschaftlicher Mitarbeiter in den PDS-Fraktionen der Volkskammer, des Bundestages und des Sächsischen Landtages. Von 1993 bis 2006 war er als Verbandsjurist sowie von 1999 bis 2006 als Hauptgeschäftsführer des Baugewerbe-Verbands Sachsen-Anhalt tätig.

## Politik
Henke war von 1986 bis 1990 Mitglied der SED. Er trat nicht in die PDS ein, saß jedoch ab 2006 (5. Wahlperiode) für die Partei über die Landesliste im Landtag von Sachsen-Anhalt. Er vertrat seine Fraktion im Ausschuss für Finanzen und im Ausschuss für Landesentwicklung und Verkehr. Seit 2009 ist er Mitglied der Partei Die Linke. 2016 verfehlte er die Wiederwahl in den Landtag.
Nach der Bundestagswahl 2017 gaben mehrere Landtagsabgeordnete ihr Mandat ab, sodass Henke als Nachrücker für Birke Bull-Bischoff am 6. November 2017 wieder in den Landtag einzog. Sein Arbeitsschwerpunkt lag im Ausschuss Landesentwicklung und Verkehr. Bei der Landtagswahl 2021 erhielt Henke über die Landesliste seiner Partei erneut ein Mandat.